# Harris Yulin
Harris Yulin, né le 5 novembre 1937 à Los Angeles, Californie (États-Unis) et mort le 10 juin 2025 à New York, État de New York (États-Unis) est un acteur américain.
Il est connu pour ses rôles notables, dans les films Scarface et 24 heures chrono.

## Biographie
Harris Yulin est né le 5 novembre 1937 à Los Angeles en Californie aux États-Unis.
Harris Yulin a fait ses débuts à New York en 1963 dans Next Time I'll Sing to You de James Saunders, et a continué à travailler au théâtre tout au long de sa carrière.
Harris Yulin a remporté le prix Lucille Lortel pour la mise en scène de The Trip to Bountiful au Signature Theatre de New York avec Lois Smith.
Le critique de cinéma Jim Emerson a un jour plaisanté en disant que Harris Yulin « devrait être dans tous les films jamais réalisés ».
Harris Yulin meurt à l’âge de 87 ans le 10 juin 2025 à New York d'un arrêt cardiaque.

## Filmographie

### Cinéma
- 1970 : Maidstone de Norman Mailer
- 1970 : End of the Road  : Joe Morgan
- 1971 : Doc Holliday (Doc)   : Wyatt Earp
- 1974 : The Legend of Hillbilly John : Zebulon Yandro
- 1974 : Le Flic se rebiffe (The Midnight Man) : Casey
- 1974 : Watched!
- 1975 : Hamburger Hamlet
- 1975 : La Fugue (Night Moves) : Marty Heller
- 1976 : Monsieur Saint-Ives (St. Ives) : Detective Oller
- 1977 : American Raspberry : Charles Conlin
- 1979 : Des nerfs d'acier (en) (Steel) : Eddie Cassidy
- 1983 : Scarface : Mel Bernstein
- 1986 : Good to Go : Chief Harrigan
- 1987 : Les Envoûtés (The Believers) : Robert Calder
- 1987 : Beauté fatale (Fatal Beauty) : Conrad Kroll
- 1988 : Candy Mountain : Elmore Silk
- 1988 : Bad Dreams : Dr. Berrisford
- 1988 : Judgment in Berlin : Bruno Ristau
- 1988 : Une autre femme (Another Woman) : Paul
- 1989 : SOS Fantômes 2 (Ghostbusters II) : Judge Stephen 'The Hammer' Wexler
- 1990 : Le Seul Témoin (Narrow Margin) : Leo Watts
- 1992 : Sang chaud pour meurtre de sang-froid (Final Analysis) : Prosecuting Attorney
- 1992 : There Goes the Neighborhood : Marvin Boyd
- 1994 : Danger immédiat (Clear and Present Danger) : James Cutter
- 1995 : Stuart sauve sa famille (Stuart Saves His Family) : Dad Smalley
- 1995 : Le club des baby-sitters (The Baby-Sitters Club) : Harold
- 1995 : L'Île aux pirates (Cutthroat Island) : Harry 'Le noir' James
- 1996 : Loch Ness : Dr. Mercer
- 1996 : Mes doubles, ma femme et moi (Multiplicity) : Dr. Leeds
- 1996 : Looking for Richard : lui-même, King Edward
- 1997 : Meurtre à la Maison-Blanche (Murder at 1600) : General Clark Tully
- 1997 : Bean, le film le plus catastrophe (Bean) : George Grierson
- 1997 : Péril en mer (Hostile Waters) : Admiral Quinn
- 1999 : Broadway, 39ème rue (Cradle Will Rock) : Chairman Martin Dies
- 1999 : Leonard Bernstein, Reaching for the Note : Narrator
- 1999 : Hurricane Carter (The Hurricane) : Leon Friedman
- 2000 : 75 Degrees in July : Rick Anderson
- 2000 : The Million Dollar Hotel : Stanley Goldkiss
- 2001 : Perfume : Phillip
- 2001 : Rush Hour 2 : Agent Sterling
- 2001 : American Outlaws de Les Mayfield : Thaddeus Rains
- 2001 : Training Day : Doug Rosselli
- 2001 : Chelsea Walls : Bud's Editor
- 2002 : Le Club des empereurs (The Emperor's Club) : Senator Bell
- 2004 : King of the Corner : Hargrove
- 2006 : Game 6 : Peter Redmond
- 2006 : The Treatment : Dr. Singer / Dad
- 2010 : My Soul to Take : Dr. Blake
- 2012 : The place Beyond the Pines : Al Cross
- 2014 : A Short History of Decay
- 2015 : La Famille Fang (The Family Fang) de Jason Bateman : Hobart Waxman

### Télévision
- 1973 : Incident at Vichy (TV) : Leduc, A Doctor
- 1974 : Parker Adderson, Philosopher (TV)
- 1974 : Melvin Purvis G-MAN (TV) : George 'Machine Gun' Kelly
- 1974 : The Greatest Gift (TV) : Hog Yancy
- 1974 : The F.B.I. Story: The FBI Versus Alvin Karpis, Public Enemy Number One (TV) : J. Edgar Hoover
- 1974 : The Missiles of October (TV) : KGB Agent Alexander Fomin
- 1974 : Kojak (série télévisée) - Saison 1, épisode 14 (Die before they wake) : Bert Podis
- 1975 : La Petite Maison dans la prairie (série télévisée) : John Stewart
- 1975 : The Trial of Chaplain Jensen (TV) : Lieutenant Kastner
- 1975 : The Kansas City Massacre (TV) : John Lazia
- 1976 : Dynasty (TV) : John Blackwood
- 1976 : Victoire à Entebbé (Victory at Entebbe) (TV) : General Dan Shomron
- 1977 : Roger & Harry: The Mitera Target (TV) : Arthur Pennington
- 1977 : Ransom for Alice! (TV) : Isaac Pratt
- 1978 : The Thirteenth Day: The Story of Esther (TV) : Haman
- 1978 : How the West Was Won (feuilleton TV) : Deek Peasley (Épisodes 7-10) (non crédité pour l'épisode 6)
- 1978 : Suspect d'office (When Every Day Was the Fourth of July) (TV) : Prosecutor Joseph Antonelli
- 1979 : The Night Rider (TV) : Billy 'Bowlegs' Baines
- 1979 : La Dernière Chevauchée des Dalton (The Last Ride of the Dalton Gang) (TV) : Jesse James
- 1984-1985 : As the World Turns (série télévisée) : Michael Christopher (1984-1985)
- 1985 : Robert Kennedy & His Times (feuilleton TV) : Sen. Joseph McCarthy
- 1987 : Conspiracy: The Trial of the Chicago 8 (TV) : Thomas Foran
- 1989 : Tailspin: Behind the Korean Airliner Tragedy (TV) : Gen. Tyson
- 1990 : Traitor in My House (TV) : General Hathaway
- 1990 : Nuits d'enfer (Daughter of the Streets) (TV) : John Franco
- 1990 : WIOU (série télévisée) : Neal Frazier
- 1991 : Face of a Stranger (TV) : David
- 1992 : The Heart of Justice (TV) : Keneally
- 1993 : Star Trek Deep Space Nine : Marritza (Saison 1 Episode 19)
- 1993 : The Last Hit (TV) : Wilbur Bryant
- 1995 : Truman (TV) : Gen. George C. Marshall
- 1996 : Si les murs racontaient... (If These Walls Could Talk) (TV) : Professor Speras (segment "1974")
- 1998 : Buffy contre les vampires (TV) : Quentin Travers
- 2000 : X-Files (épisode Hollywood) : le cardinal O'Fallon
- 2000 : The Virginian (TV) : Judge Henry
- 2002-2003 : 24 heures chrono (Saison 2) : Roger Stanton
- 2009 : Un mariage de raison / L'Amour plus fort que la raison (Loving Leah) (TV) : Rabbi Belsky
- 2012 : Nikita (Saison 2) : Amiral Bruce Winnick
- 2013 : Muhammad Ali's Greatest Fight (TV) de Stephen Frears : William Douglas
- 2017-2018 : Ozark : Buddy Dieker